# Göteborg Wind Orchestra

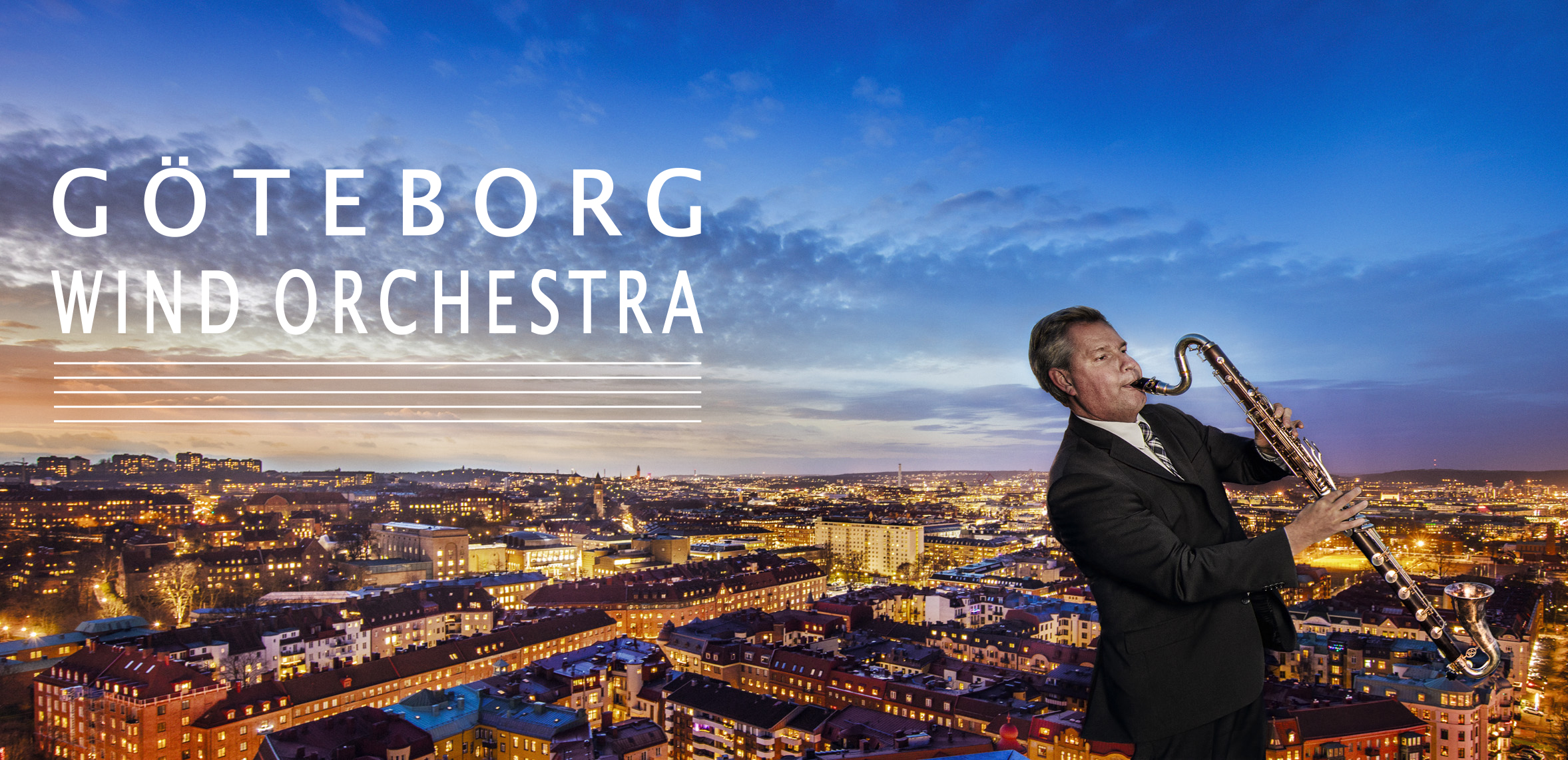

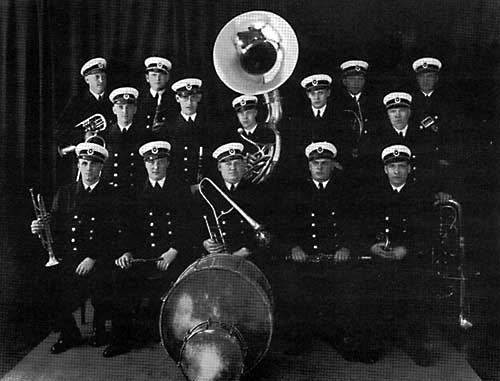
Spårvägens musikkår 1936

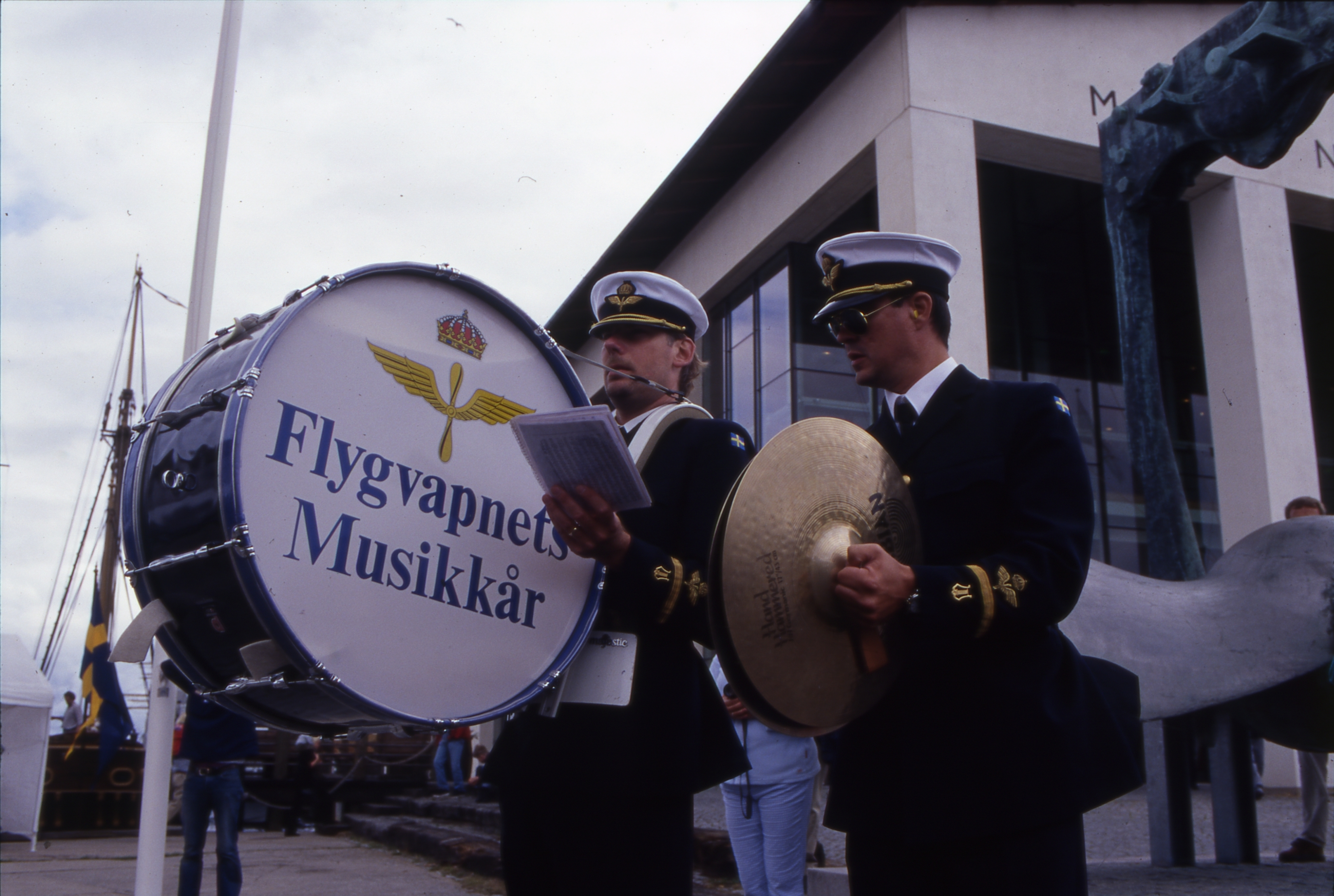
Flygvapnets musikkår år 2002.

Göteborg Wind Orchestra (GWO) är en blåsorkester. Orkestern bildades 1905 som Göteborg Spårvägspersonals Musikkår och fick så småningom namnet Spårvägens Musikkår. Idag är GWO en av Västra Götalandsregionens fyra professionella orkestrar. Orkestern tar regelbundet emot nationella och internationella dirigenter och solister ur olika genrer.[källa behövs]
Orkestern arbetar även med barn, unga och det ideella musiklivet. Orkestern har spelat in ett flertal skivor som sålts i över 320 000 exemplar.

## Historia
Den musikaliska verksamheten har utvecklats ur Göteborgs Spårvägspersonals Musikkår bildad år 1905. Från fritidsverksamhet blev orkestern i olika steg delvis professionaliserad och fick så småningom namnet Spårvägens Musikkår. 1992 bildades stiftelsen GöteborgsMusiken och orkestern blev en heltidsanställd professionell orkester.
År 1997 fick GöteborgsMusiken ta över funktionen som Flygvapnets musikkår och utförde uppdrag åt försvarsmakten. Uppdraget som Flygvapnets musikkår upphörde 2009. Orkestern bytte namn till Göteborg Wind Orchestra under året 2007.
Numera[när?] är Göteborg Wind Orchestra en halvtidsanställd professionell blåsorkester med 22 musiker samt en ledning och administration. Verksamheten finansieras med stöd av Västra Götalandsregionen och Göteborgs Stad, samt av de biljettintäkter som verksamheten genererar.
Göteborg Wind Orchestra ger konserter runt om i hela Västra Götalandsregionen samt i närliggande kommuner. Utöver de konserter, som bildar verksamhetens säsongsprogram, ger orkestern barn- och skolkonserter samt genomför workshops och samarbeten med musik- och kulturskolor samt det ideella musiklivet.

## Konstnärliga ledare
- 1992–2003: Jerker Johansson[2]
- 2005–2012: Alexander Hanson[3]
- 2013–2016: Jerker Johansson[2]
- 2017–2020:  Niklas Willén[4]

## Diskografi

### Spårvägens Musikkår
- På rätt spår i 100 år. LP. Spårvägens musikförening : Gsmlp 001 (1979)
- Sänd mig ett brev med musik / Postkören i Göteborg. Kompaktkassett. Postens ljudbrev (1983)
- Svenska marscher. LP. Marcia : Ma 106 (1984)
- Musikmosaik. Anders Widestrand, dir. LP. Spårvägens Musikkår : DTRLP-8909 (1989)
- Musikmosaik. Anders Widestrand, dir. CD. Spårvägens Musikkår : DTRCD-8909 (1989)

### GöteborgsMusiken
- Utan ridå. CD. GM CD 9201 (1992)
- Göteborgsmusiken. Göteborg: Imogena. Libris 11901921 (1995)
- Svenska sommarfavoriter Vol 1. Naxos Sweden. Libris 11552872 Dirigent: Jerker Johansson (1996)
- At work. Dirigent: Jerker Johansson Four Leaf Clover : FLC CD 155 (1997)
- Svenska Klassiska Favoriter Marscher. [S.l.]: HNH International. Libris 10124422 (1997)
- Reflective flute / Göran Marcusson. Dirigent: Jerker Johansson Intim musik: IMCD 057 (1998)
- Svenska sommarfavoriter Vol 2 Sommar, sommar, sommar. Naxos Sweden. Libris 11848776 (1999)
- Svenska sommarfavoriter Vol 3 Om sommaren sköna. Naxos Sweden. Libris 11848779 (2000)
- Svensk musik för blåsare Swedish music for wind band. Dirigent: Jerker Johansson. Naxos Sweden. Libris 8694121 (2002)
- Sköna gröna dagar. Naxos : 8.503068 (2002)
- When you wish upon a star. Dirigent: Jerker Johansson Leif Strands damkör. Naxos : 8.557451 (2003)
- Favoritsånger från Pippi, Emil, Madicken.... Dirigent: Jerker Johansson: Naxos. Libris 11514765
- Berömda marscher. Dirigent: Jerker Johansson: Naxos. Libris 11646237 (2004)
- Julstämning: de klassiska melodierna och de älskade sångerna. Naxos Sweden. Libris 10073614 (2004)
- Göteborgsmusiken jubileums-CD. [Bilaga till boken Blåsmusik i 100 år]. [Insp. 1983–2005]. GöteborgsMusiken: GMCD 004 (2005)
- Filmfavoriter av John Williams, GöteborgsMusiken. Dirigent: Alexander Hanson (2007)

### Flygvapnets Musikkår
- Reach for the sky; Swedish Air Force Band. Serpent. Libris 3393794 (2000)

### Göteborg Wind Orchestra
- And there was music. Göteborg Wind Orchestra. Dirigent: Alexander Hanson. (2012)
- Taube tolkar Taube. Göteborg Wind Orchestra & Sven-Bertil Taube. Dirigent: Jerker Johansson. (2013)
- Timo sjunger Ted. Göteborg Wind Orchestra & Timo Räisänen tolkar Ted Gärdestad. (2016)
- Lasse Dahlquist i våra hjärtan. Göteborg Wind Orchestra & Stefan Ljungqvist tolkar Lasse Dahlquist. Dirigent: Jerker Johansson. (2016)